# 切维厄特绵羊

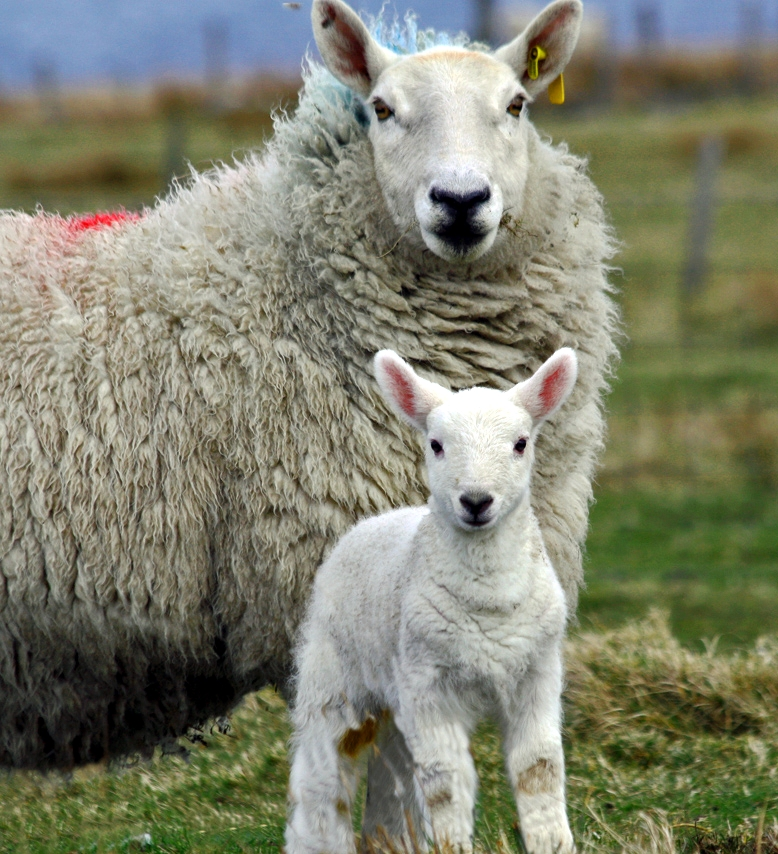
切維奧特母羊和她的羔羊

切维厄特绵羊（Cheviot sheep）是白面绵羊的一个品种，由诺森伯兰郡北部和苏格兰边境的山脉得名。这种绵羊至今仍在其发源地以及苏格兰西北部（尤其是达特姆尔和埃克斯穆尔）、威尔士、爱尔兰和英格兰西南地区分布。在澳大利亚、新西兰、挪威和美国有少量分布。切维厄特绵羊的养殖主要为了产出羊毛和肉。

## 外部連結
- Cheviot description as a rare breed in Australia
- American Cheviot Society
- The United Kingdom Cheviot Sheep Society （页面存档备份，存于）
- Cheviot Sheepbreeders' Association Australia （页面存档备份，存于）